# Trollius europaeus
Hoa kim điêu (danh pháp hai phần: Trollius europaeus) là một loài thực vật có hoa trong họ Mao lương. Loài này được L. miêu tả khoa học đầu tiên năm 1753.

## Hình ảnh

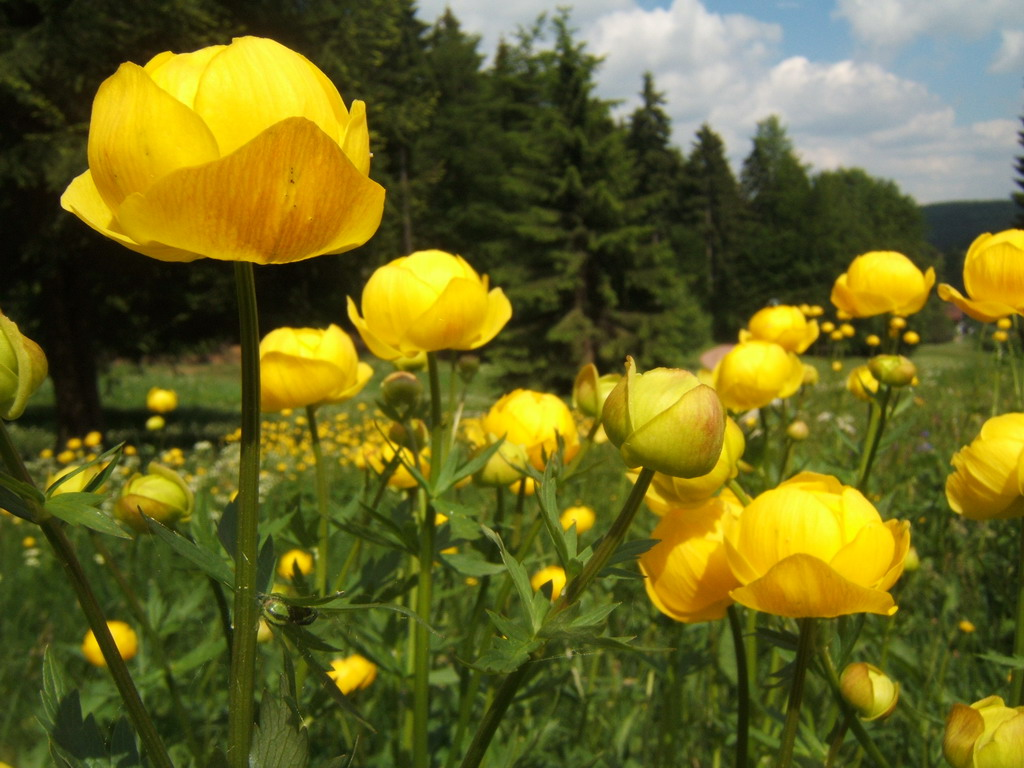
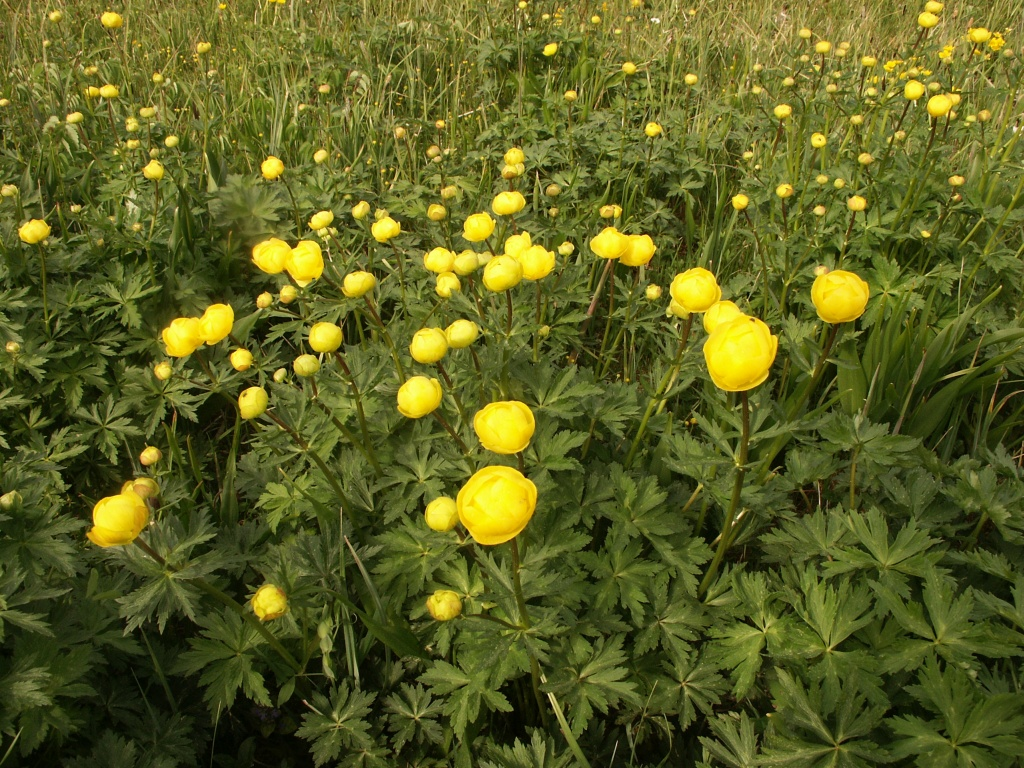
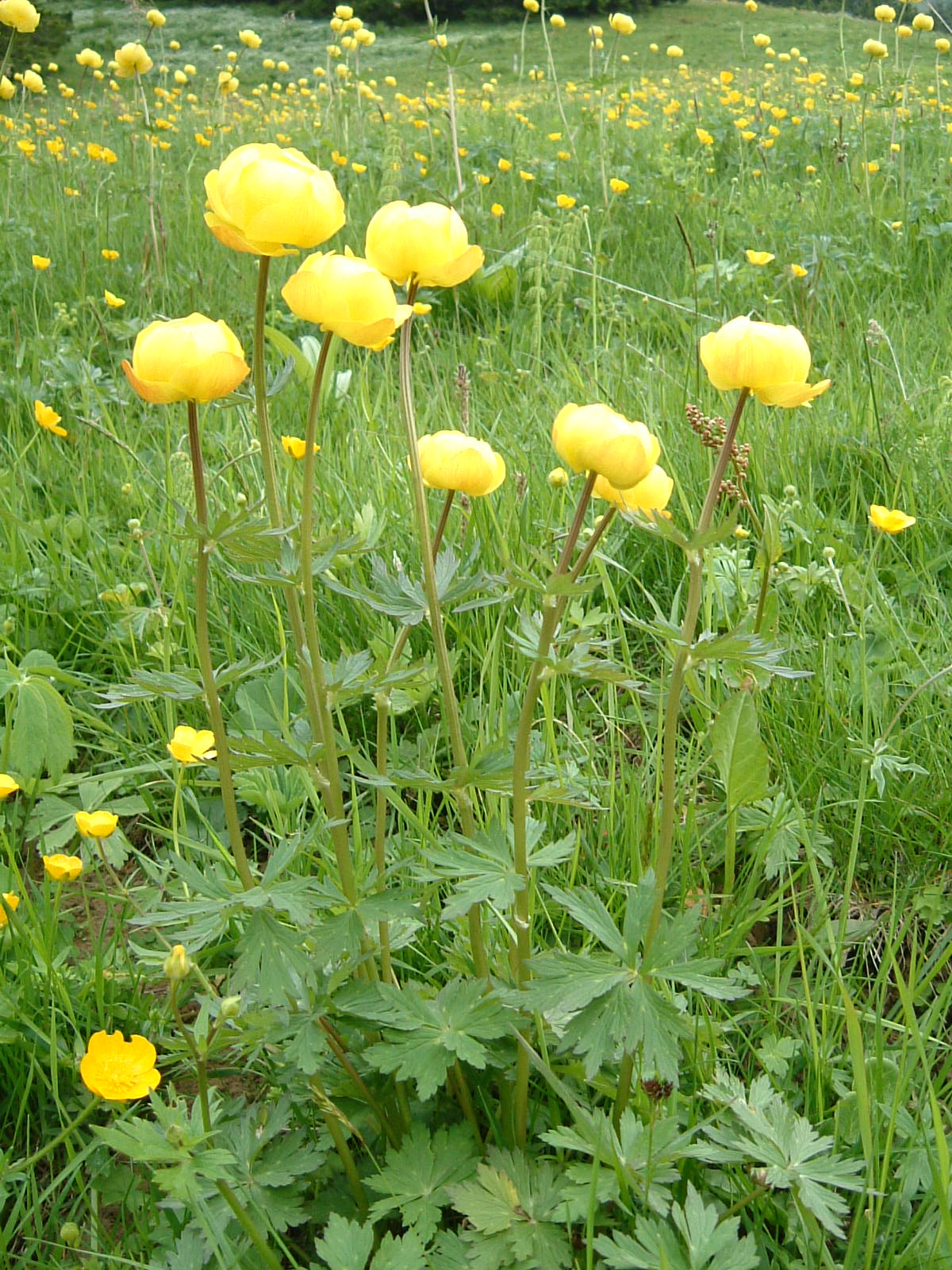
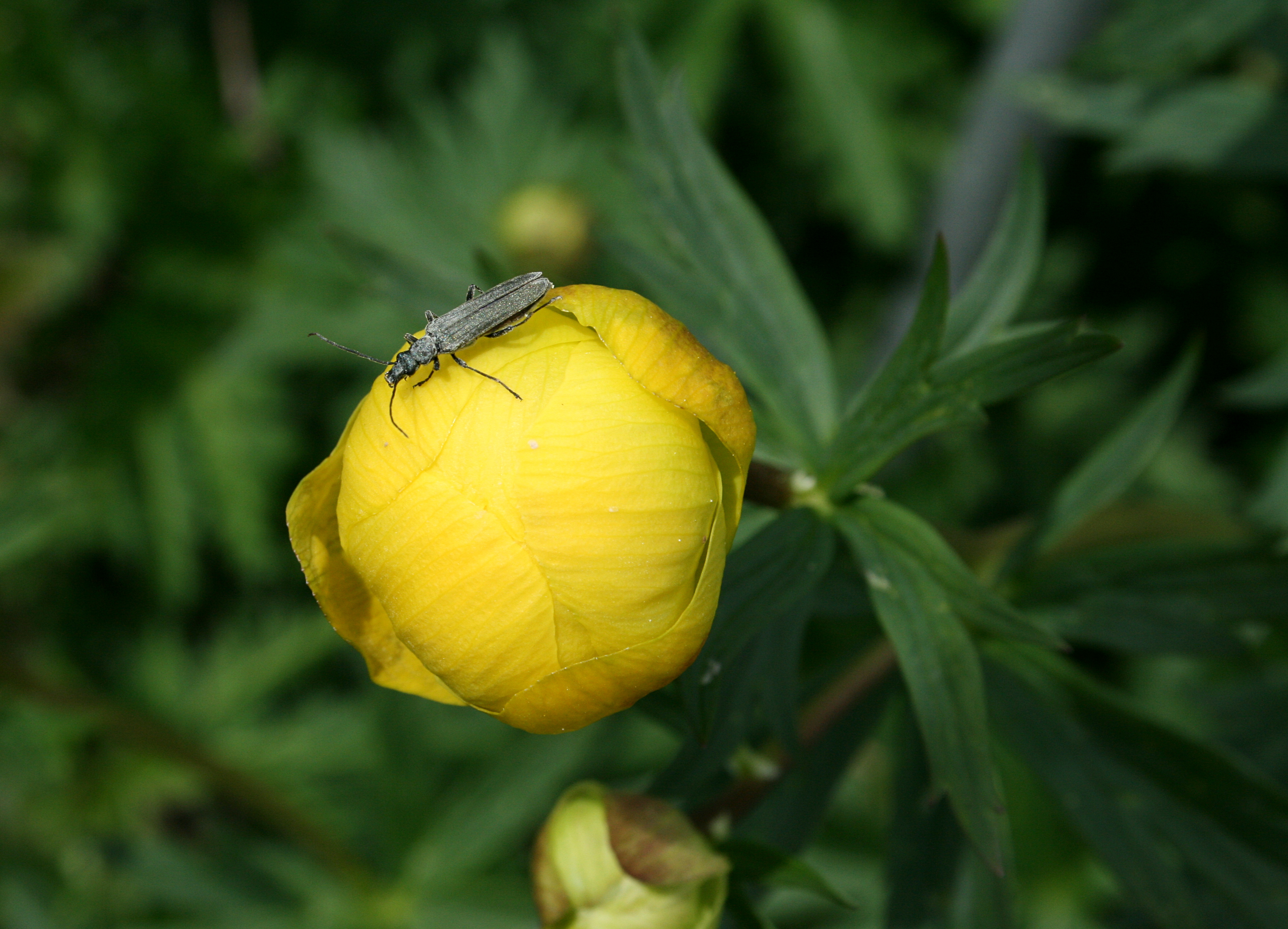